# Аккора (Кзилкогинський район)
Акко́ра (каз. Аққора) — село у складі Кзилкогинського району Атирауської області Казахстану. Входить до складу Ойильського сільського округу.
У радянські часи село називалось Аккала.
Населення — 112 осіб (2021; 119 у 2009, 275 у 1999, 57 у 1989).